# Kinosternon dunni
Espèce
Statut de conservation UICN

 VU B1+2c : Vulnérable
Kinosternon dunni est une espèce de tortues de la famille des Kinosternidae.

## Répartition
Cette espèce est endémique du département de Chocó en Colombie.

## Étymologie
Cette espèce est nommée en l'honneur de Emmett Reid Dunn.

## Publication originale
- Schmidt, 1947 : A new kinosternid turtle from Colombia. Fieldiana Zoology, vol. 31, no 13, p. 109–112 (texte intégral).